# Primula reticulata
Primula reticulata är en viveväxtart som beskrevs av Nathaniel Wallich. Primula reticulata ingår i släktet vivor, och familjen viveväxter. Utöver nominatformen finns också underarten P. r. didyma.